# 峰峰镇
峰峰镇，是中华人民共和国河北省邯郸市峰峰矿区下辖的一个乡镇级行政单位。

## 行政区划
峰峰镇下辖以下地区：
工程处社区、五矿三社区、五矿一社区、五矿二社区、陆零柒厂社区、新新一社区、新新二社区、新新三社区、太安一社区、太安二社区、太安三社区、人民一社区、人民二社区、峰峰村、上官庄一村、上官庄二村、袁洼村、后西佐村、中西佐村、前西佐村、九合村、立合村、霍庄村、羊渠河村、辛寺庄村、街儿庄村和滏岭庄村。